# Kurt Hackl
Kurt Hackl (* 13. September 1966 in Wien) ist ein österreichischer Unternehmer und Politiker (ÖVP). Hackl ist seit 2008 Abgeordneter zum Landtag von Niederösterreich, wo er im Mai 2025 zum ÖVP-Klubobmann gewählt wurde.

## Ausbildung und Beruf
Hackl besuchte die Volksschule und wechselte im Anschluss an ein Gymnasium. Nachdem er die Matura an einem Oberstufenrealgymnasium abgeschlossen hatte, studierte er Publizistik und Kommunikationswissenschaften, wobei er sein Studium an der Universität Wien mit dem akademischen Grad Mag. abschloss. Hackl ist zudem Diplomierter Kommunikationskaufmann. Hackl arbeitete von 1992 bis 1994 als parlamentarischer Mitarbeiter von Vizekanzler Josef Riegler und war ab 1993 zudem für die Abgeordneten Ludwig Kowald und Ernst Schindlbacher tätig. Von 1994 bis 1995 war er Referent für Öffentlichkeitsarbeit und Schulungswesen in der Sozialversicherungsanstalt der Bauern. Seit 1995 ist Hackl als geschäftsführender Gesellschafter der Fullservice-Werbeagentur mentor communications Werbeagentur GmbH tätig.

## Politik
Hackl zog 1995 in den Wolkersdorfer Gemeinderat ein und war dort 10 Jahre Wirtschaftsstadtrat und 5 Jahre Vizebürgermeister.  Seit 10. April 2008 ist Hackl Abgeordneter zum NÖ Landtag. Im Jahre 2014 ist er zum Bezirksstellenobmann der WKNÖ im Bezirk Mistelbach bestellt worden. Seit Juni 2016 ist Kurt Hackl Vizepräsident der Wirtschaftskammer Niederösterreich. Im März 2017 wurde er am Landesparteitag der Volkspartei Niederösterreich zum Landesparteiobfrau Stellvertreter der Volkspartei Niederösterreich gewählt. Seit Mai 2018 ist er Klubobmann-Stellvertreter im Landtagsklub der Volkspartei Niederösterreich
Im November 2018 wurde er zum Obmann Stellvertreter des Wirtschaftsbund Niederösterreich gewählt.
Im Mai 2025 wurde er in der XX. Gesetzgebungsperiode als Nachfolger von Jochen Danninger zum Klubobmann des Landtagsklubs der ÖVP Niederösterreich gewählt.

## Privates
Hackl ist Vater einer Tochter und lebt in Wolkersdorf.

## Auszeichnungen
- 2019: Großes Silbernes Ehrenzeichen für Verdienste um die Republik Österreich[2]
- 2023: Silbernes Komturkreuz des Ehrenzeichens für Verdienste um das Bundesland Niederösterreich[3]